# Thời gian thi đấu

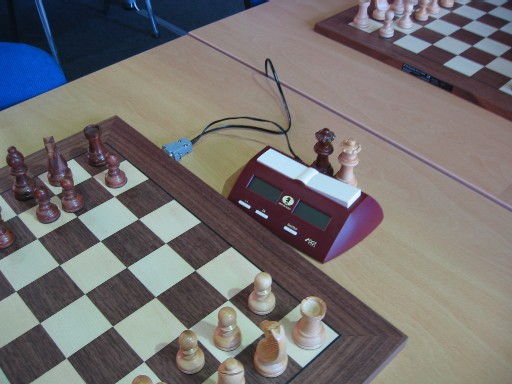
Một bàn cờ vua với đồng hồ thời gian

Trong các giải đấu thi đấu trò chơi với bàn cờ hai người chơi, thời gian thi đấu (tiếng Anh: time control) là một hệ thống để quản lý thời gian sao cho mỗi vòng của các giải đấu diễn ra trong một khoảng thời gian quy định, giúp giải đấu có thể tổ chức thuận lợi.
Đối với các trò chơi theo lượt như cờ vua, shogi hay cờ vây, thời gian thi đấu được quản lý bởi đồng hồ thi đấu, chiếc đồng hồ này đếm thời gian của người chơi một cách độc lập. Người chơi sử dụng nhiều thời gian hơn đồng hồ quy định thường bị phạt, phổ biến nhất là bị xử thua ván đấu; từ đó dẫn tới việc áp lực thời gian (tiếng Anh: time pressure hay Zeitnot) là từ chỉ tình thế một người chơi còn ít thời gian hợp lệ để hoàn thành các nước đi.

## Phân loại
Thời gian để hai đấu thủ hoàn thành ván đấu của mình khác nhau qua từng ván đấu.
Trong cờ vua, các ván đấu thời gian ngắn hay cờ nhanh có các loại là siêu chớp - bullet, chớp - blitz và nhanh - rapid. Các ván cờ siêu chớp diễn ra rất nhanh (chỉ khoảng một đến hai phút), cờ chớp khoảng từ 5 đến 10 phút cho mỗi đấu thủ, cờ nhanh khoảng từ 10 phút đến một tiếng đồng hồ.
Trong cờ vây và shogi, mọi ván đấu mà kì thủ có dưới 20 phút thường được coi là cờ nhanh.

## Hình thức
Các hình thức sử dụng đồng hồ trong ván đấu đa dạng, tùy vào giải đấu.

### Sudden Death - Tiêu chuẩn
Đây là hình thưc sử dụng đồng hồ đơn giản nhất. Mỗi người chơi được quy định một khoảng thời gian cố định để thực hiện các nước đi trong ván đấu. Nếu thời gian này bị sử dụng hết, thường thì đấu thủ sẽ bị xử thua ván đấu.

### Overtime - Bù giờ
Trong hình thức này, thời gian của ván đấu được chia làm hai phần chính: Thời gian chính và thời gian bổ sung, và thường sau khi thời gian chính được sử dụng hết sẽ đến phần thời gian bổ sung. Trong cờ vua, khi đạt tới một số nước đi được quy định cũng có thể chuyển từ phần thời gian chính tới phần thời gian bổ sung. Điều này thường diễn ra trong các ván đấu dài, ví dụ: Ván đấu sẽ có 120 phút đầu tiên để thực hiện 40 nước đi đầu tiên, và 30 phút sau đó để hoàn thành ván đấu.

### Hourglass - Đồng hồ cát
Đồng hồ trong hình thức này hoạt động giống với cơ chế của đồng hồ cát, khi một đấu thủ sử dụng thời gian của mình, lượng thời gian họ sử dụng sẽ được cộng thêm vào thời gian của đối phương. Tổng thời gian của hai đấu thủ không đổi, và các nước đi cần nhiều thời gian tạo lợi thế gián tiếp cho đối phương. Tuy nhiên, hình thức này không được sử dụng phổ biến.

## Trong shogi

### Các hình thức phổ biến

#### Cờ một phút
Trong đa số các ván đấu shogi chuyên nghiệp, thời gian được kiểm soát bởi một trọng tài (thường là thư kí, người ghi chép kì phổ của ván đấu) với một chiếc đồng hồ cầm tay, với thời gian được làm tròn lên phút gần nhất. Phút cuối cùng của thời gian được cho phép không bao giờ được sử dụng hết, và khi đó ván đấu trở thành cờ một phút (tiếng Nhật: 1分将棋, ippun shougi), mà ở đó đấu thủ chỉ có một phút cho mỗi nước đi của mình, và quá trình này lặp lại liên tục đến khi kết thúc ván đấu.
Trong các ván đấu, đa số đấu thủ sẽ sử dụng đến gần hết thời gian của mình, tuy nhiên tùy vào diễn biến của ván đấu mà điều này có thể không diễn ra.

#### Sử dụng đồng hồ
Trong các ván đấu nhanh, thường là các ván đấu được phát chiếu trên truyền hình, một đồng hồ cờ sẽ được sử dụng để quản lý thời gian. Trong các ván đấu sử dụng đồng hồ, thời gian được tính chính xác từng giây, và khi sử dụng đến hết quãng thời gian chính thức sẽ chuyển sang giai đoạn cờ một phút hoặc cờ ba mươi giây. Đồng hờ được quản lý bởi trọng tài trong ván đấu nếu là các giải đấu chuyên nghiệp, hoặc có thể chính kì thủ là người phải quản lý trong các giải đấu nghiệp dư. Đối với các giải nghiệp dư, thời gian còn lại để thực hiện nước đi luôn phải nhiều hơn một giây, vì mặc dù các đồng hồ luôn làm tròn xuống, khả năng các máy tính chơi shogi chơi cờ dưới một giây là hoàn toàn có thể.

#### Về thời gian khi đến muộn
Theo quy định của Liên đoàn Shogi Nhật Bản, nếu một đấu thủ đến muộn thời gian để bắt đầu ván đấu, thời gian bị trừ sẽ dựa trên thời gian mà người đó đến muộn: Trừ 30 phút nếu muộn 10 phút, trừ một tiếng rưỡi nếu muộn 30 phút. Nếu thời gian trừ vượt quá thời gian cho phép của ván đấu, hay đến muộn quá một tiếng, đấu thủ đó sẽ bị xử thua.
Nếu kì thủ từ chối thực hiện ván đấu bởi lý do nào đó, đấu thủ đó vẫn được tính là đến muộn và sẽ không bị xử thua cho đến khi hết thời gian do bị trừ theo quy định. Một ví dụ cho việc này là vào tháng 1 năm 2013, tại Tứ kết Giải MyNavi Nữ mở rộng kì thứ sáu giữa Satomi Kana và Ishibashi Sachio, khi Ishibashi cùng với tổ chức chủ quản của mình là Hội Kỳ thủ chuyên nghiệp Nữ Nhật Bản - LPSA từ chối tham gia các ván đấu do mâu thuẫn với Liên đoàn.

#### Thời gian nghỉ
Kể từ năm 2017, ngoại trừ các ván đấu tranh danh hiệu, quãng thời gian nghỉ ăn trưa hay ăn tối (thời gian nghỉ ăn tối chỉ có khi ván đấu đó diễn ra trong một ngày và mỗi kì thủ có 5 tiếng để thực hiện ván đấu trở lên, hoặc ván đấu diễn ra trong hai ngày và mỗi kì thủ có 9 tiếng) là 40 phút. Trong trường hợp xảy ra Thiên Nhật Thủ hay thế bế tắc, giữa ván đấu được xử hòa và ván đấu lại sẽ có 30 phút nghỉ ngơi. Tuy nhiên, trong nhiều trường hợp nếu trong loạt trận tranh danh hiệu xảy ra thế bế tắc, ván đấu sẽ thường được đánh lại vào một ngày khác.

### Thời gian cho các trận đấu
Ở bảng dưới, sau khi dùng hết thời gian chính thức được quy định bởi đồng hồ cờ vua mà chuyển tới giai đoạn cờ một phút được đánh dấu bởi dấu ★, nếu là cờ ba mươi giây là dấu ☆, còn nếu là bốn mươi giây sẽ được viết bên cạnh bởi số (40). Ngoài ra, giải đấu danh hiệu sẽ được bôi đỏ.
| Giải đấu                       | Giải đấu                     | Loạt danh hiệu | Xác định Khiêu chiến giả                                                      | Sơ loại                                                                       |
| ------------------------------ | ---------------------------- | --- | ----------------------------------------------------------------------------- | ----------------------------------------------------------------------------- |
| Long Vương chiến               | Kể từ 2023                   | 8 tiếng (2 ngày, 7 ván thắng 4) | 5 tiếng                                                                       | 5 tiếng★（Giai đoạn Xếp hạng） 3 tiếng★（Giai đoạn Trụ hạng）                 |
| Long Vương chiến               | 2022 trở về                  | 8 tiếng (2 ngày, 7 ván thắng 4) | 5 tiếng                                                                       | 5 tiếng（Giai đoạn xếp hạng） 3 tiếng★（Giai đoạn Trụ hạng）                  |
| Danh Nhân chiến Thuận Vị chiến | Kể từ 2022                   | 9 tiếng (2 ngày, 7 ván thắng 4) | 6 tiếng（Thuận Vị chiến tổ A） 6 tiếng★（Thuận Vị chiến tổ B1 trở xuống）     | 6 tiếng（Thuận Vị chiến tổ A） 6 tiếng★（Thuận Vị chiến tổ B1 trở xuống）     |
| Danh Nhân chiến Thuận Vị chiến | 2016 - 2021                  | 9 tiếng (2 ngày, 7 ván thắng 4) | 6 tiếng（Thuận Vị chiến tổ A, B1） 6 tiếng★（Thuận Vị chiến tổ B2 trở xuống） | 6 tiếng（Thuận Vị chiến tổ A, B1） 6 tiếng★（Thuận Vị chiến tổ B2 trở xuống） |
| Danh Nhân chiến Thuận Vị chiến | 1968 - 2015                  | 9 tiếng (2 ngày, 7 ván thắng 4) | 6 tiếng (Thuận Vị chiến)                                                      | 6 tiếng (Thuận Vị chiến)                                                      |
| Danh Nhân chiến Thuận Vị chiến | 1950 - 1967                  | 10 tiếng (2 ngày, 7 ván thắng 4) | 7 tiếng (Thuận Vị chiến)                                                      | 7 tiếng (Thuận Vị chiến)                                                      |
| Danh Nhân chiến Thuận Vị chiến | 1947 - 1949                  | 8 tiếng (2 ngày, 7 ván thắng 4) | 7 tiếng (Thuận Vị chiến)                                                      | 7 tiếng (Thuận Vị chiến)                                                      |
| Danh Nhân chiến Thuận Vị chiến | 1940 - 1948                  | 15 tiếng (3 ngày, 7 ván thắng 4) | －                                                                            | －                                                                            |
| Vương Vị chiến                 | Vương Vị chiến               | 8 tiếng (2 ngày, 7 ván thắng 4) | 4 tiếng                                                                       | 4 tiếng                                                                       |
| Vương Tọa chiến (Shogi)        | Kể từ 2019                   | 5 tiếng★（1 ngày, 5 ván thắng 3） | 5 tiếng★                                                                      | 5 tiếng★                                                                      |
| Vương Tọa chiến (Shogi)        | 2018 trở về                  | 5 tiếng (1 ngày, 5 ván thắng 3) | 5 tiếng                                                                       | 5 tiếng                                                                       |
| Kì Vương chiến                 | Kì Vương chiến               | 4 tiếng (1 ngày, 5 ván thắng 3) | 4 tiếng                                                                       | 4 tiếng                                                                       |
| Duệ Vương chiến                | Kể từ 2021                   | 4 tiếng★（1 ngày, 5 ván thắng 3） | 3 tiếng★                                                                      | 1 tiếng★                                                                      |
| Duệ Vương chiến                | 2020 trở về                  | (1 ngày, 7 ván thắng 4) (Ván 1-2/Ván 3-4/Ván 5-6 có thời gian tương tự nhau) 1 tiếng★(tương tự ở ván 2)/3 tiếng★/5 tiếng★ (Ván 7)6 tiếng★ | 3 tiếng★                                                                      | 1 tiếng★                                                                      |
| Vương Tướng chiến              | Kể từ 2022                   | 8 tiếng (2 ngày, 7 ván thắng 4) | 4 tiếng★                                                                      | 3 tiếng★                                                                      |
| Vương Tướng chiến              | 2021 trở về                  | 8 tiếng (2 ngày, 7 ván thắng 4) | 4 tiếng                                                                       | 3 tiếng                                                                       |
| Kì Thánh chiến                 | Kể từ 2010                   | 4 tiếng (1 ngày, 5 ván thắng 3) | 4 tiếng                                                                       | 3 tiêng（Sơ loại thứ Hai） 1 tiếng★（Sơ loại thứ Nhất）                       |
| Kì Thánh chiến                 | 2009 trở về                  | 4 tiếng (1 ngày, 5 ván thắng 3) | 4 tiếng                                                                       | 3 tiếng                                                                       |
| Giải đấu                       | Giải đấu                     | Chung kết | Playoff                                                                       | Sơ loại                                                                       |
| Cúp Asahi mở rộng              | Cúp Asahi mở rộng            | 40 phút★ | 40 phút★                                                                      | 40 phút★                                                                      |
| Ngân Hà chiến                  | Ngân Hà chiến                | 15 phút☆ | 15 phút☆                                                                      | 25 phút☆                                                                      |
| NHK Cup                        | Kể từ 2011                   | 10 phút☆ | 10 phút☆                                                                      | 20 phút☆                                                                      |
| NHK Cup                        | 2010 trở về                  | 15 phút☆ | 15 phút☆                                                                      | 20 phút☆                                                                      |
| JT Cup                         | JT Cup                       | 10 phút☆ | 10 phút☆                                                                      | －                                                                            |
| Tân Nhân Vương chiến           | Kể từ 2006                   | 3 tiếng（Ba ván thắng hai） | 3 tiếng                                                                       | －                                                                            |
| Tân Nhân Vương chiến           | 2005 trở về                  | 5 tiếng（Ba ván thắng hai） | 4 tiếng                                                                       | 1 tiêng（Sơ loại tại Tưởng Lệ hội）                                           |
| Cup Thách đấu YAMADA           | Cup Thách đấu YAMADA         | 20 phút☆ | 20 phút☆                                                                      | －                                                                            |
| Gia Cổ Xuyên Thanh Lưu chiến   | Gia Cổ Xuyên Thanh Lưu chiến | 1 tiếng★（Ba ván thắng hai） | 1 tiếng★                                                                      | -                                                                             |

| Giải đấu                                 | Giải đấu                                 | Loạt trận tranh danh hiệu | Loạt trận tranh danh hiệu | Xác định Khiêu chiến giả                                                             | Sơ loại                                                                              |
| ---------------------------------------- | ---------------------------------------- | ------------------------- | ------------------------- | ------------------------------------------------------------------------------------ | ------------------------------------------------------------------------------------ |
| Bạch Linh chiến và Nữ Lưu Thuận Vị chiến | Bạch Linh chiến và Nữ Lưu Thuận Vị chiến | 4 tiếng★                  | 1 ngày, 7 ván thắng 4     | 3 tiếng★(Nữ Lưu Thuận Vị chiến tổ A, B) 2時間★(Nữ Lưu Thuận Vị chiến tổ C trở xuống) | 3 tiếng★(Nữ Lưu Thuận Vị chiến tổ A, B) 2時間★(Nữ Lưu Thuận Vị chiến tổ C trở xuống) |
| Thanh Lệ chiến                           | Thanh Lệ chiến                           | 4 tiếng★                  | 1 ngày, 5 ván thắng 3     | 3 tiếng★                                                                             | 2 tiếng★                                                                             |
| Giải MyNavi Nữ mở rộng                   | Giải MyNavi Nữ mở rộng                   | 3 tiếng★                  | 1 ngày, 5 ván thắng 3     | 3 tiếng★                                                                             | 40 phút★（Sơ loại） 30 phut☆（Sơ tuyển）                                             |
| Nữ Lưu Vương Tọa chiến                   | Nữ Lưu Vương Tọa chiến                   | 3 tiếng                   | 1 ngày, 5 ván thắng 3     | 3 tiếng                                                                              | 3 giờ★（Sơ loại thứ Hai） 40 phút★（Sơ loại thứ Nhất） 15 phút☆（Sơ loại nghiệp dư） |
| Nữ Lưu Danh Nhân chiến                   | Nữ Lưu Danh Nhân chiến                   | 3 tiếng                   | 1 ngày, 5 ván thắng 3     | 2 tiếng                                                                              | 2 tiếng                                                                              |
| Nữ Lưu Vương Vị chiến                    | Nữ Lưu Vương Vị chiến                    | 4 tiếng                   | 1 ngày, 5 ván thắng 3     | 3 tiếng                                                                              | 2 tiếng                                                                              |
| Nữ Lưu Vương Tướng chiến                 | Kể từ 2018                               | 3 tiếng★                  | 1 ngày, 3 ván thắng 2     | 25 phút(40)                                                                          | 25 phút(40)                                                                          |
| Nữ Lưu Vương Tướng chiến                 | 2010 - 2017                              | 25 phút(40)               | 1 ngày, 3 ván thắng 2     | 25 phút(40)                                                                          | 25 phút(40)                                                                          |
| Nữ Lưu Vương Tướng chiến                 | Năm 2009                                 | 25 phút(40)               | 1 ngày, 3 ván thắng 2     | 25 phút(40)                                                                          | 25 phút(40)                                                                          |
| Nữ Lưu Vương Tướng chiến                 | 2008 trở về                              | 3時間                     | 1 ngày, 5 ván thắng 3     | 2 tiếng                                                                              | 2 tiếng                                                                              |
| Thương Phu Đằng Hoa chiến                | Thương Phu Đằng Hoa chiến                | 2時間★                    | 1 ngày, 3 ván thắng 2     | 2 tiếng★                                                                             | 2 tiếng★                                                                             |
| 女流棋戦                                 | 女流棋戦                                 | Chung kết                 | Chung kết                 | Playoff                                                                              | Sơ loại                                                                              |
| Cup YAMADA Nữ Lưu Thách đấu              | Kể từ 2016                               | 20 phút☆                  | 20 phút☆                  | 20 phút☆                                                                             | －                                                                                   |
| Cup YAMADA Nữ Lưu Thách đấu              | 2015 trở về                              | 10 phút☆                  | 10 phút☆                  | 10 phút☆                                                                             | 30 phút☆                                                                             |